# Rhinophthalmus
Rhinophthalmus är ett släkte av skalbaggar. Rhinophthalmus ingår i familjen långhorningar.
Kladogram enligt Catalogue of Life:
| Rhinophthalmus | \| \| Rhinophthalmus modestus \| \| \| \| \| \| Rhinophthalmus nasutus \| \| \| \| |
|                | \| \| Rhinophthalmus modestus \| \| \| \| \| \| Rhinophthalmus nasutus \| \| \| \| |
|                | Rhinophthalmus modestus                                                            |
|                |                                                                                    |
|                | Rhinophthalmus nasutus                                                             |
|                |                                                                                    |

## Bildgalleri

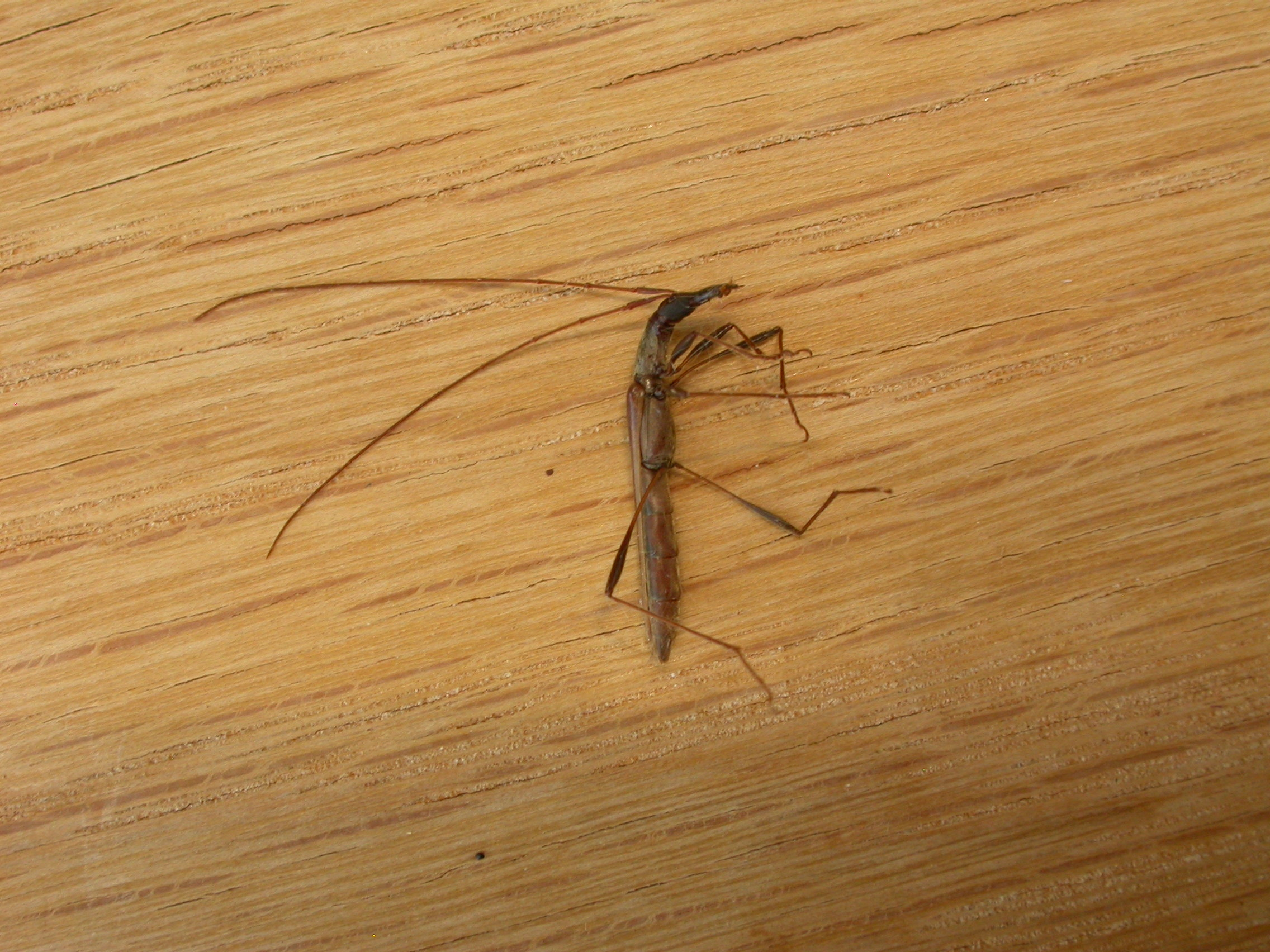
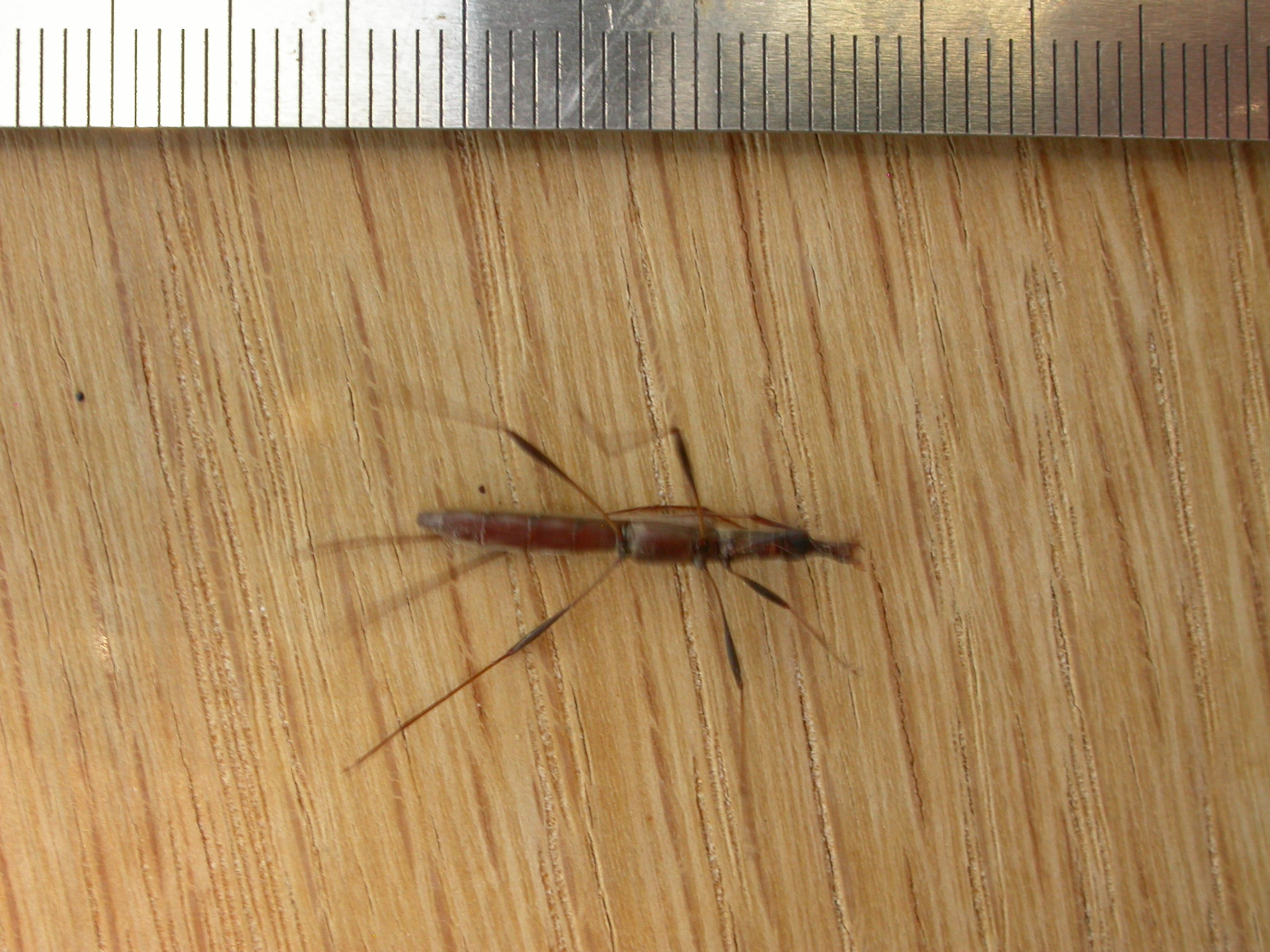
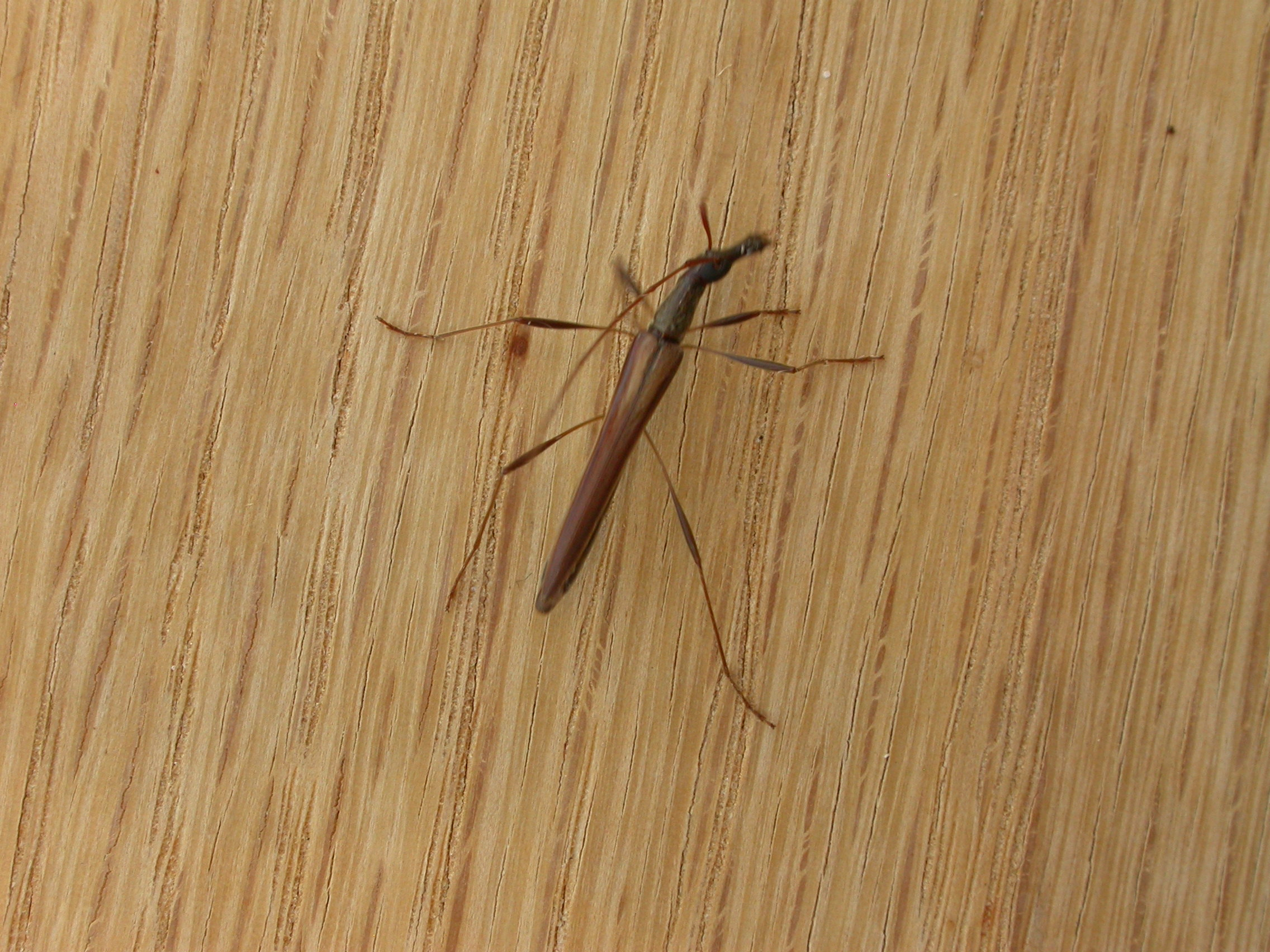
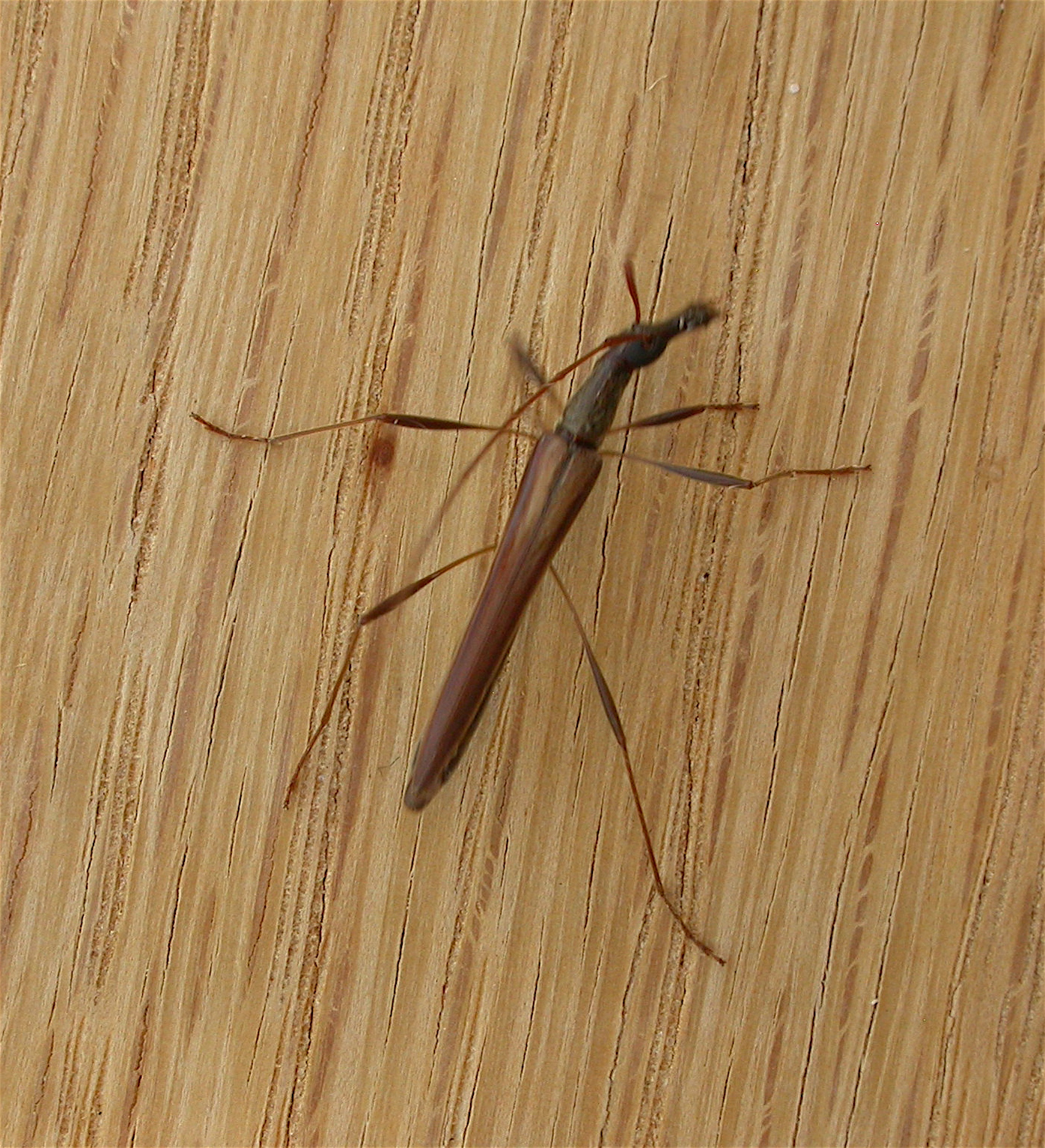